# Екатерина Вадстенская
Екатерина Вадстенская (швед. Katarina av Vadstena, Katarina Ulfsdotter; Катарина Ульфсдоттер; 1331 — 24 марта 1381) — святая Римско-Католической Церкви, бригиттинка.

## Биография
Её отцом был Ульф Гудмарссон, матерью — святая Бригитта. Кроме Катарины в семье было ещё семь детей. В 13 лет её выдали замуж за рыцаря Эгарда ван Кюрена. С его разрешения она вместе с матерью в 1350 году отправилась в Рим. Муж Катарины вскоре умер, и сама она не захотела возвращаться в Швецию. В Риме Катарина писала религиозные работы, и это способствовало утешению её души. Вторично замуж не вышла, хотя к ней сватались многие римские аристократы. Посвятила свою жизнь матери, помогая ей в благотворительности и основании ордена Бригиттинок. Формально не будучи монахиней, она стала первой главой Вадстенского монастыря. После кончины матери Катарина утвердила в Риме устав ордена и пыталась добиться её канонизации, которая, однако, произошла лишь в 1391 году.

## Прославление
В 1484 году папа римский Иннокентий VIII разрешил чтить Катарину в Швеции как святую. В 1489 году её мощи были помещены в раку и перенесены в Вадстенский монастырь. Римско-Католическая Церковь почитает её 24 марта, а шведская лютеранская — 2 августа.